# Északi búvár
Az északi búvár (Gavia stellata) a madarak (Aves) osztályának a búváralakúak (Gaviiformes) rendjébe, ezen belül a búvárfélék (Gaviidae) családjába tartozó vízimadár.

## Rendszerezése
A fajt Erik Pontoppidan dán ornitológus írta le 1763-ban, a Colymbus nembe Colymbus Stellatus néven.

## Előfordulása
Észak-Amerikában, Grönlandon és Izlandon költ. Telelni délre vonul, például az Atlanti-óceán, a Földközi-tenger, a Fekete-tenger környékére. Természetes élőhelyei a tavak, mocsarak és tengerpartok.

### Kárpát-medencei előfordulása
Magyarországon ritka kóborló, téli időszakban észlelhető. A Dunán és a Balatonon lehet látni néhány párt.

## Megjelenése
Testhossza 69–91 centiméter, szárnyfesztávolsága 127–147 centiméter, testtömege pedig 3600–4480 gramm. Csőre enyhén kifelé hajlik. A tojó kisebb, mint a hím.
Nászruhában a nyakán található rozsdavörös folt miatt lehetetlen összetéveszteni más búvárokkal. Nyugalmi ruhában hátoldala világosan pettyezett
|  |  |

## Életmódja
Főleg halakkal táplálkozik, de ebihalakat, rovarokat, rákokat és férgeket is fogyaszt.

## Szaporodása
A párok életük végéig együtt maradnak és ugyanazon a fészkelőterületen élnek. A többi búvárhoz hasonlóan vízinövényekből álló fészküket néhány évenként váltják. A tojó és a hím is kotlik, körülbelül 8 óránként váltják egymást. A fiókák 25 nap alatt kelnek ki, ilyenkor piheruhájuk egyszínű fekete vagy feketés barna.
|  |  |

## Természetvédelmi helyzete
Az elterjedési területe rendkívül nagy, egyedszáma ugyan csökken, de nem éri el a kritikus szintet. A Természetvédelmi Világszövetség Vörös listáján nem fenyegetett fajként szerepel. Magyarországon védett, természetvédelmi értéke 25 000 forint.